# Potěšující písně tvé milé, když se vrací z lučiny
Potěšující písně tvé milé, když se vrací z lučiny je pravděpodobně nejstarší milostná poezie vytvořená okolo roku 1300 př. n. l. Má milostné motivy a není příliš rýmovaná. Obsahuje volný verš a jedná se o lyriku.
Jako první píseň přeložil český egyptolog Zbyněk Žába (1917–1971) a dále ji přebásnila například Věra Kubíčková (1918–2009).
Dílo pochází zhruba z doby faraona Haremheba.